# Мадымаров, Абдулла
Абдулла́ Мадыма́ров (кирг. Абдулла Мадымаров; 1919 год, с. Мырза-Аке — дата и место смерти не известны) — звеньевой колхоза имени Будённого Мирза-Акинского района Ошской области, Киргизская ССР. Герой Социалистического Труда (1948).

## Биография
Родился в 1919 году в крестьянской семье в селе Мырза-Аке (ныне — Узгенский район Ошской области).
С 1930 году трудился в сельскохозяйственной артели имени Будённого (позднее — колхоз имени Будённого) Мирза-Акинского района.
Участвовал в Великой Отечественной войне.
С 1946 по 1952 год возглавлял полеводческое звено. В 1947 году звено Абдуллы Мадымарова собрало в среднем по 30,8 центнера зерновых на участке площадью 32 гектара. Указом Президиума Верховного Совета СССР от 26 марта 1948 года удостоен звания Героя Социалистического Труда с вручением ордена Ленина и золотой медали «Серп и Молот».
В 1952 году сменил работу. Дальнейшая судьба неизвестна.